# 騰勢
騰勢 (腾势、Denza Motors,デンツァ) は、2010年に中国で設立され、深センに本社を置く中国初の新エネルギー自動車専門企業。ダイムラーとBYDの合弁ブランドとして設立された。
デンツァは、「ユーザーに新たなラグジュアリーで完全最適な旅行体験を創造する」という使命を掲げ、製品、サービス、ユーザーエコロジーなどの総合的なメリットをまとめ、ユーザーの期待を超える新たなラグジュアリーで最適な旅行体験を提供する企業としている。
2024年3月6日、2024年型デンツァD9が正式発売され、4月にはデンツァ中古車サービスが開始された。4 月23 日、デンツァは、Yi Sanfang と名付けられた新しい独占テクノロジーを展開した。BYDデンツァは5月、公式中古車サービスを正式に開始すると発表した。6月11日、デンツァは香港に正式上陸した。9月14日、深圳腾势新能源汽車有限公司は中外合弁会社からBYDの全額出資子会社に変更され、BYD完全子会社となった。合弁解消後の最初の車種としてZ9GTが、9月20日に発売された。

## 車種一覧
現行車種
- {{腾势Z9GT}}
- 腾势Z9
- 腾势D9
- 腾势N7
- 腾势N8

販売予定
- 腾势N9

生産終了車種
- 腾势
- 腾势X